# Cougouille
 (septembre 2023).
Si vous disposez d'ouvrages ou d'articles de référence ou si vous connaissez des sites web de qualité traitant du thème abordé ici, merci de compléter l'article en donnant les références utiles à sa vérifiabilité et en les liant à la section « Notes et références ».
Le puech de Cougouille est un pic situé à 912 mètres d'altitude sur le causse du Larzac à Sainte-Eulalie-de-Cernon, dans le département français de l'Aveyron. Il se trouve dans le site naturel classé au patrimoine mondial de l'Unesco des Causses et des Cévennes. Il possède une table d'orientation, avec une vue panoramique sur les Cévennes, le parc naturel régional des Grands Causses, l'Aubrac, le Lévézou, les monts de Lacaune.
Le climat y est rude avec des hivers froids et des étés chauds. L'hiver, il peut être enneigé avec la formation de congères.